# 御子姫君
御子姫君（みこのひめぎみ、長寛2年（1164年）? - 治承5年（1181年）?）は、平安時代末期の平家一門の女性。平清盛の七女。母は厳島内侍。冷泉局とも。
『玉葉』によれば、治承5年（1181年）正月、高倉上皇が危篤に陥ると、崩御したのちは中宮・平徳子を後白河法皇の後宮に入れるよう進言した者がおり、清盛・時子夫妻も承諾したが、徳子はこれを強く拒絶し、髪を切って出家しようとしたため、代わりに18歳の御子姫君が選ばれた。
法皇はこれを辞退したが清盛は強く押し進め、正月25日、御子姫君は法皇の後宮に入侍した。『平家物語』「廻文」によれば、大勢の女房・公卿にかしずかれ、女御の入内のようであったという。九条兼実は高倉上皇が亡くなって間もない時期の後宮入りを批判している。清盛は諸国で反平氏勢力が拡大する情勢の中、法皇との連携を模索するべく、縁戚関係を保つ政策をとったのである。
美貌の女性であったが、法皇は御子姫君に心を寄せることなく、御子姫君付きの女房（藤原伊実の娘）に手をつけている。
『源平盛衰記』によれば、御子姫君は入侍後間もなく没したという。